# Uveral (paroisse civile)
Pour les articles homonymes, voir Uveral.
Uveral est l'une des deux divisions territoriales et statistiques dont l'unique paroisse civile de la municipalité d'Esteller dans l'État de Portuguesa au Venezuela. Sa capitale est Uveral.